# Javier Romero (taekwondo)
Javier Romero es un deportista ecuatoriano que compitió en taekwondo. Ganó una medalla de bronce en el Campeonato Panamericano de Taekwondo de 1978, en la categoría de –53 kg.

## Palmarés internacional
| Campeonato Panamericano | Campeonato Panamericano   | Campeonato Panamericano | Campeonato Panamericano |
| Año                     | Lugar                     | Medalla                 | Categoría               |
| ----------------------- | ------------------------- | ----------------------- | ----------------------- |
| 1978                    | Ciudad de México (México) | Medalla de bronce       | –53 kg                  |